# 圣埃什佩迪图
圣埃什佩迪图是巴西圣保罗州的一个市镇。总面积93.913平方公里，总人口2751人，人口密度29.3人/平方公里。